# New York, Susquehanna and Western Railway

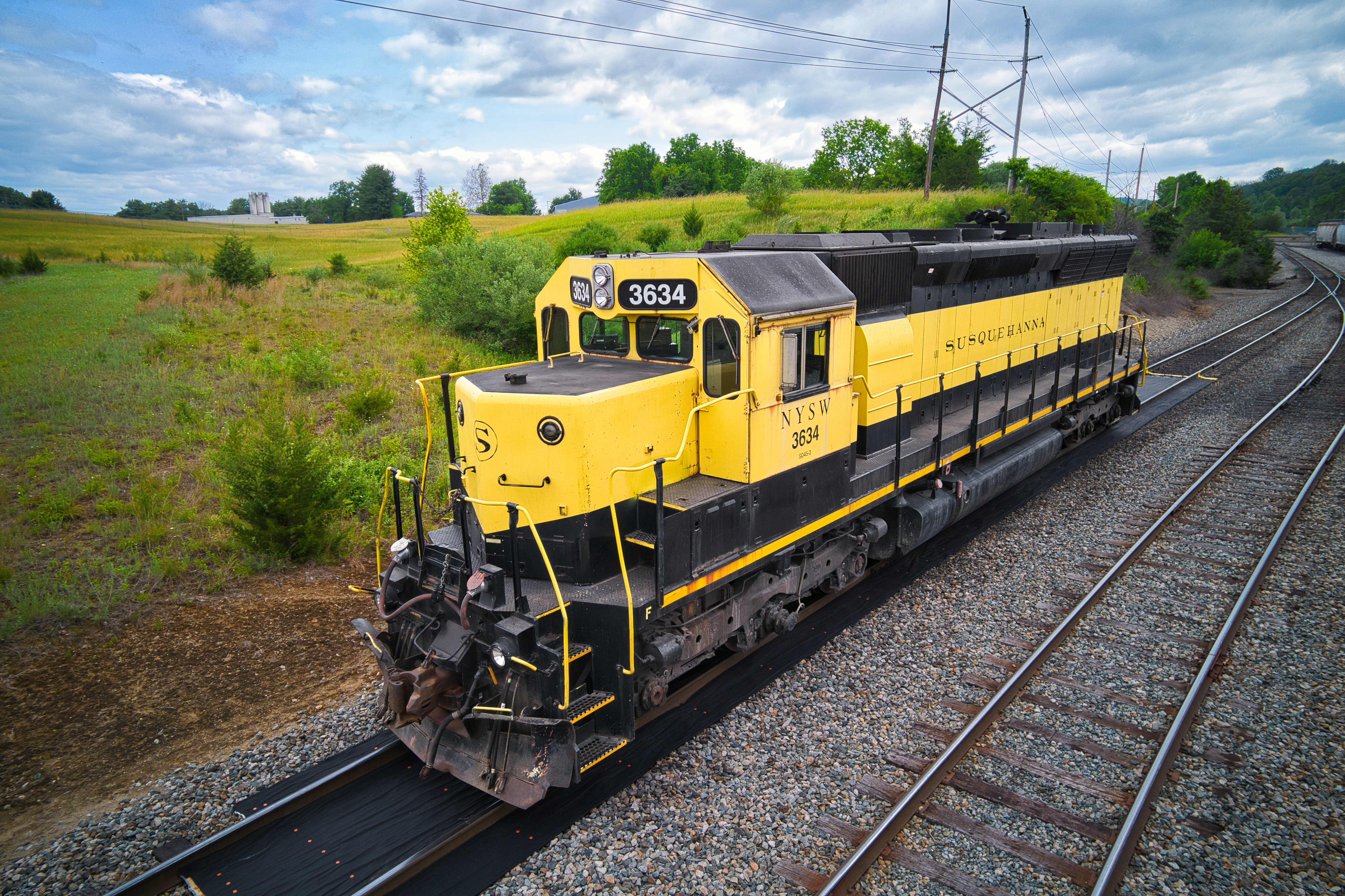
Lokomotive EMD SD-45 der New York, Susquehanna and Western Railway, 2023

Die New York, Susquehanna and Western Railway (NYSW) – auch bekannt unter Susie-Q oder The Susquehanna – ist ein US-amerikanisches Eisenbahnunternehmen für Frachttransporte. Auf einem Streckennetz von über 800 km (500 Meilen) operiert das Unternehmen in den nordöstlichen US-Bundesstaaten New York, Pennsylvania und New Jersey.

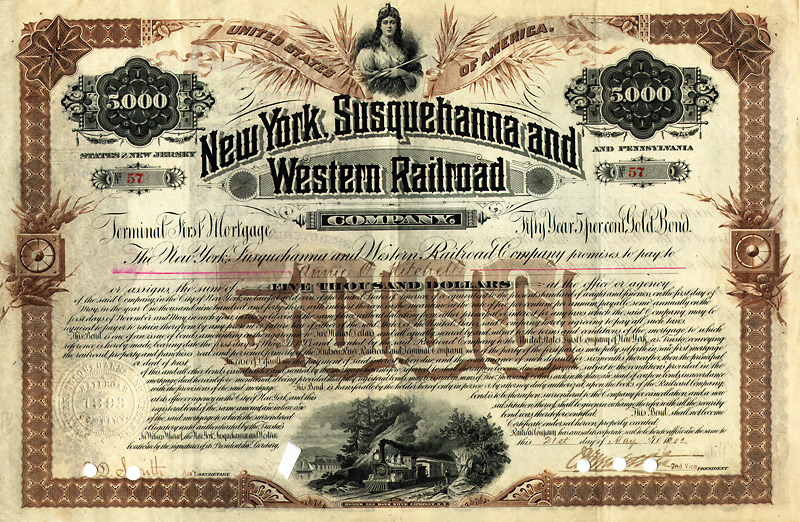
Bond über 5000 $ der New York, Susquehanna and Western Railroad vom 21. Mai 1902

1881 entstand die New York, Susquehanna and Western Railroad (NYS&W) aus einem Zusammenschluss verschiedener kleiner Eisenbahngesellschaften. So entstand eine Hauptstrecke von Croxton bei Jersey City Richtung Westen, die kurz hinter der Grenze zwischen Bundesstaaten New Jersey und Pennsylvania in Gravel Place nördlich von Stroudsburg endete. In Stroudsburg schloss ab 1894 die Strecke der Wilkes-Barre and Eastern Railroad, einer Tochtergesellschaft der NYS&W, an, die in das Anthrazitkohlen-Abbaugebiet um Scranton und Wilkes-Barre führte. Dort besaß die NYS&W fünf kurze Nebenbahnen und ab 1896 mit der Susquehanna Connecting Railroad ein weiteres Tochterunternehmen mit eigener Strecke. Bis 1966 wurden durch die NYS&W auch Passagiere befördert, u. a. wurde ein Pendlerverkehr im nördlichen Teil New Jerseys angeboten.
Durch Streckenstilllegungen schrumpfte das Streckennetz bis Ende der 1970er-Jahre schrittweise auf eine 96,4 km (59,9 Meilen) lange Strecke von Croxton über Little Ferry, Hackensack, Rochelle Park, Paterson und Butler nach Sparta mit Nebenstrecken von Little Ferry nach Edgewater (9,66 km), Hackensack nach Lodi (3,86 km) sowie Rochelle Park nach Passaic (4,99 km). Der etwa 35 km lange Abschnitt von Butler bis Sparta war allerdings außer Betrieb. Die Susquehanna Connecting Railroad besaß ferner noch eine 8,04 km lange Strecke in Pittston Township bei Wilkes-Barre, auf der der Güterverkehr durch die Consolidated Rail Corporation (Conrail) erbracht wurde.
Am 20. Januar 1976 meldete die NYS&W Insolvenz an. Der Betrieb wurde im Rahmen einer Reorganisation unter Insolvenzverwaltung zunächst eigenständig fortgeführt, ehe am 2. Januar 1980 die Betriebseinstellung beantragt wurde. Mehrere Interessenten bewarben sich um die Übernahme von Teilen der NYS&W. Das zuständige Insolvenzgericht am United States District Court des Distrikts New Jersey entschied am 28. Mai 1980 zugunsten des Angebots der Delaware Otsego Corporation (DO). Die DO hatte hierfür am 17. März 1980 ein Tochterunternehmen namens New York, Susquehanna and Western Railway (NYSW) gegründet, das am 14. Juli 1980 bei der Interstate Commerce Commission die Genehmigung zur Übernahme der Strecken der bisherigen NYS&W und SC zu einem Kaufpreis von fünf Millionen Dollar beantragte. Die Genehmigung zur Übernahme wurde am 22. Dezember 1980 erteilt. Die NYSW der DO hatte den Betrieb der NYS&W bereits im September 1980 auf Mietbasis übernommen und schloss den Erwerb der Infrastruktur bis 1982 ab. Das bisherige Unternehmen New York, Susquehanna and Western Railroad wurde liquidiert.

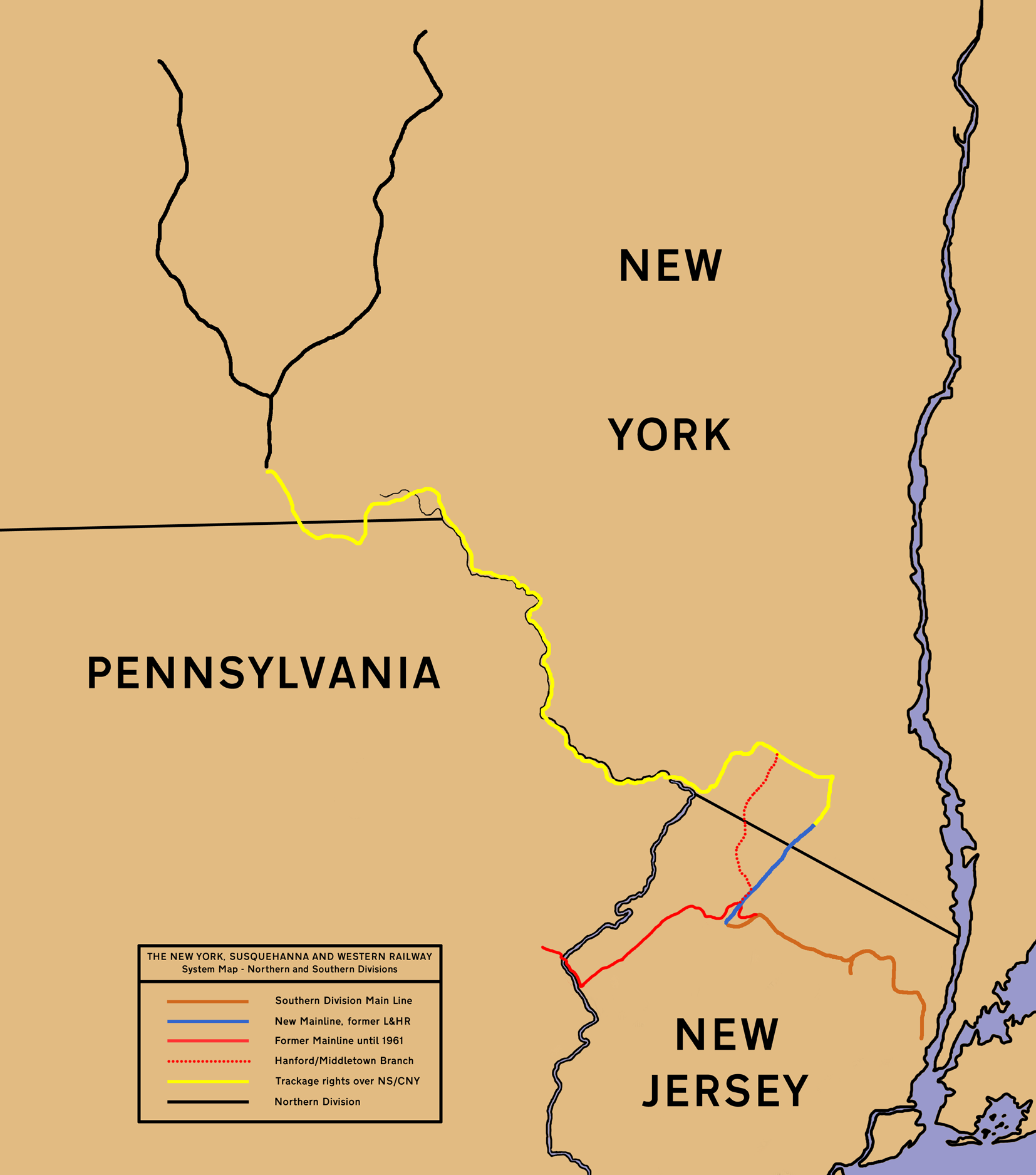
Karte des Streckennetzes der NYSW (Delaware Otsego) seit 1986

1982 erwarb die DO von Conrail die Strecken von Binghampton nach Jamesville südlich von Syracuse (99,3 km) sowie Binghamton nach Utica (154,5 km) mit der Fay Street Branch (0,68 km) in Utica. Die Neuerwerbungen wurden als Northern Division der NYSW organisiert. Bis 1985 kaufte die DO ferner sukzessive den Streckenabschnitt Warwick–Sparta von Conrail, bei dem es sich um einen Teil der Hauptstrecke der früheren Lehigh and Hudson River Railway handelt. Ende 1986 reaktivierte die NYSW den Streckenabschnitt Butler–Sparta. Da zudem eine weitere DO-Tochtergesellschaft, die Central New York Railroad, Trackage Rights auf Conrail-Infrastruktur zwischen Binghamton und Warwick vereinbarte, konnte DO somit eine Verbindung vom Nordosten New Jerseys bis Upstate New York schaffen.
Die New York, Susquehanna and Western Railway wuchs zu einem regionalen Player beim Befördern von Fracht durch verschiedene Verkehrsträger: NYSW transportierte Container (darunter Sealand und Hanjin) als Teil einer Landbrücke zwischen dem US-Bundesstaat Delaware, dem Hudson River und der Eisenbahngesellschaft CSX Transportation. Nachdem sie diese Funktion in den späten 1990er an die Eisenbahnunternehmen CSX und Norfolk Southern verlor, setzt NYSW die Frachttransporte durch Befördern von Gewerbeabfall und anderen Gütern fort. Ende 2006 stellt das Transportieren von Bauschutt den größten Anteil von NYSWs Langstreckenfahrten dar.